# Скуревич, Казимир Брунонович
Казимир Брунонович Скуревич (пол. Kazimierz Skórewicz); 1866—1950) — российский и польский архитектор XIX — первой половины XX века, работавший преимущественно в Баку (с 1895 по 1906) и Польше.

## Биография
Казимир Скуревич родился в 1866 году. В 1894 году окончил Институт гражданских инженеров императора Николая I.

### В Баку
В 1895 году Ю. Гославский, занимающий пост городского архитектора города Баку, пригласил Скуревича в Баку, где тот начал работать участковым архитектором в городской управе.

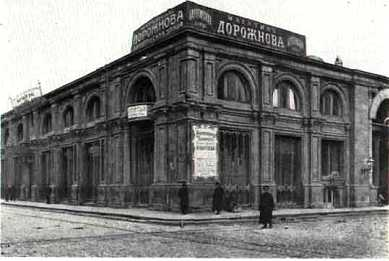
Тагиевский пассаж на углу Ольгинской и Меркурьевской улиц. Построен в 1897 году

В Баку Казимир Скуревич проработал 12 лет (с 1895 по 1906), принимая участие в разработке важных проектов. По проекту Скуревича был построен ряд жилых домов на территории Бакинской крепости «Ичери-шехер».
В 1899 году по проекту Скуревича на углу улиц Красноводской и Меркурьевской (ныне Самеда Вургуна и Зарифы Алиевой) было построено здание Государственного банка; В этом же году по его проекту строится здание конторы Ротшильда по улице Персидской (ныне — Мухтарова, 13). В настоящее время в этом здании, построенном в романо-готическом стиле расположена Прокуратура Азербайджанской Республики.
В этом же году завершается строительство Детского приюта на Шемахинской улице (ныне — улица Джафара Джаббарлы) по проекту Скуревича, а в 1897 году — здание Пассажа Тагиева (ныне Бакинский универмаг). Это здание, спроектированное в классическом стиле, стало одним из первых сооружений в Баку с широко использованным железобетоном в перекрытиях.
Авторству Скуревича также принадлежит здание Главпочтамта (ныне — здание Министерства связи и технологий Азербайджанской Республики), дома управления Акционерного товарищества братьев Нобель (1900—1903), ансамбля торговых рядов, мужской гимназии и больниц — мусульманской и детской.
В 1902 году Скуревич спроектировал набережный бульвар. Изначально, он вместе с городским садоводом Васильевым по поручению городской Думы создал на берегу небольшой сквер, продолженный затем инженером Мамед Гасаном Гаджинским по проекту самого же Скуревича на всю длину центральных кварталов.
После смерти Юзефа Гославского в 1904 году Казимир Скуревич стал городским архитектором Баку. Он опубликовал в петербургских журналах обширный некролог в связи с кончиной Гославского, отмечая заслуги покойного в развитии архитектуры Баку. Будучи на посту городского архитектора, Скуревич руководил внутренней отделкой здания Бакинской городской Думы, последнего проекта Гославского, первоначальный эскиз которого разработал сам Скуревич.

Здание в Баку, построенные в 1899 году по проекту Скуревича
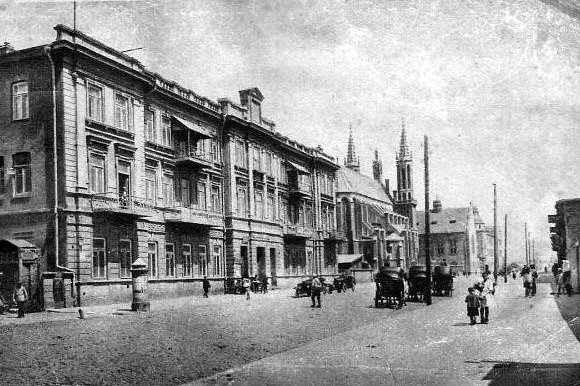
Здание Главпочтамта на Меркурьевской улице, 33.
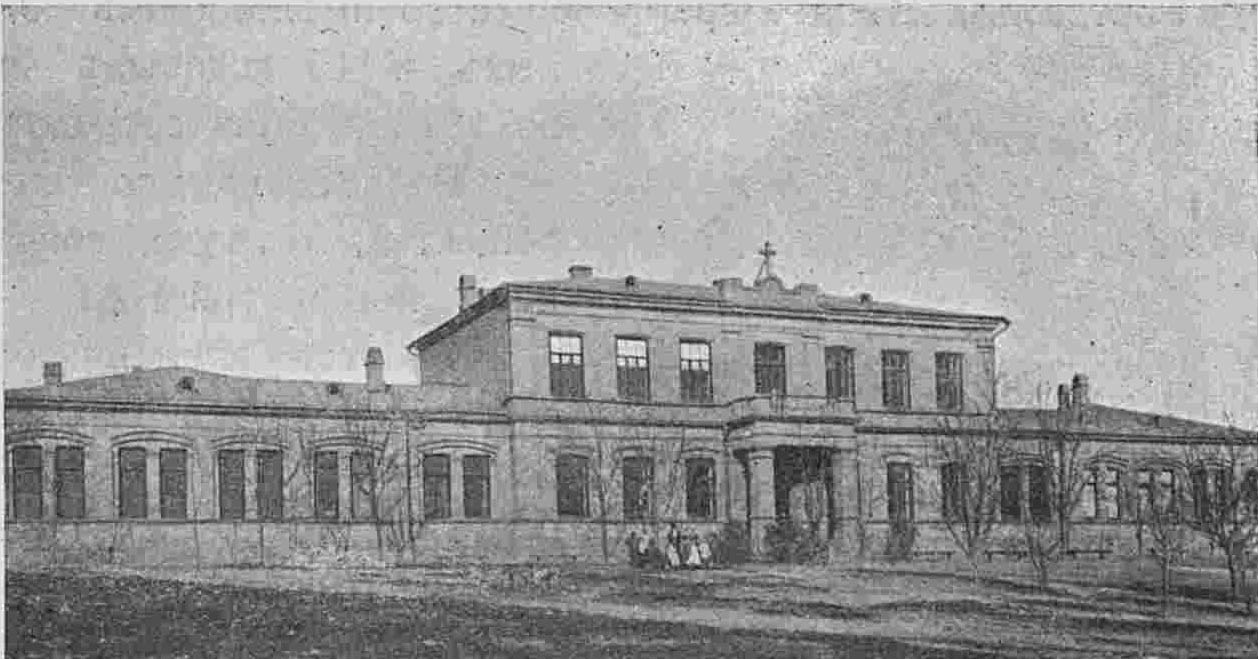
Здание Детского приюта на Шемахинской улице
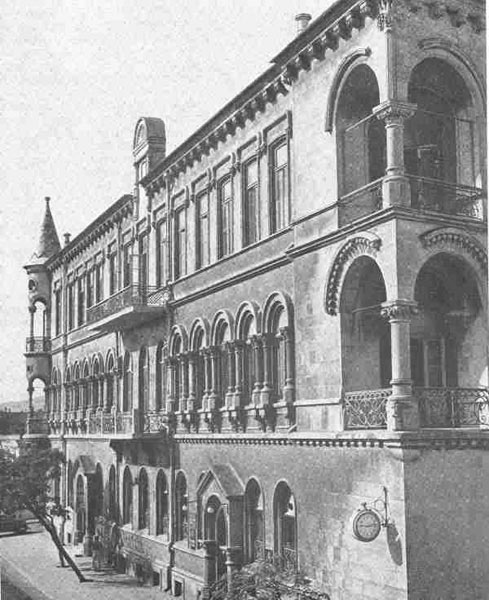
Здание конторы Ротшильда на Персидской улице

### Возвращение в Польшу
После нескольких лет работы на посту городского архитектора Скуревич под угрозой каторги (в связи с активным участием в революционных событиях 1905 года — Скуревич водрузил на здании бакинской думы красное знамя, за что был арестован и выдворен из города), вернулся в Польшу, где продолжил профессиональную деятельность, а городским архитектором Баку стал Иосиф Плошко. В Польше же Скуревич проработал более сорока лет. По его проекту были построены усадьба маршала Пилсудского в Сулеювке (в 1923 году) и здание польского Сейма. Скуревич также руководил реставрацией Королевского дворца в Варшаве и Вавельского собора в Кракове. В Варшаве Казимир Скуревич преподавал на архитектурном факультете Политехнического института.
В 1950 году Казимир Скуревич скончался.

## Память
В 2019 году на одном из зданий на улице Польских архитекторов в Баку была установлена мемориальная доска, в посвящённая Скуревичу и другим архитекторам польского происхождения.

## Постройки и проекты
| Постройка                                     | Фотография | Год проектирования | Год постройки | Адрес                                         | Примечания |
| --------------------------------------------- | ---------- | ------------------ | ------------- | --------------------------------------------- | ---------- |
| Крытые пакгаузы                               |            | 1895               | 1896          | Баку                                          |            |
| Магазин                                       |            | 1895               | 1895          | Баку, крепость, Тёмные ряды                   |            |
| Перестройка жилого дома                       |            | 1895               | 1896          | Баку, Николаевская ул., 3                     |            |
| Двухэтажный жилой дом                         |            | 1895               | 1897          | Баку, Чёрный город                            |            |
| Пассаж                                        |            | 1896               | 1897          | Баку, угол Ольгинской и Меркурьевской улиц    |            |
| Двухэтажный жилой дом                         |            | 1896               | 1897          | Баку, угол Спасской и Карантинной улиц        |            |
| Двухэтажный жилой дом                         |            | 1896               |               | Баку, крепость                                |            |
| Здание детского дома                          |            | 1897               | 1899          | Баку, угол Персидской и 7-й Параллельной улиц |            |
| Здание Каспийско-Черноморского общества       |            | 1897               | 1899          | Баку, Персидская ул., 11                      |            |
| Здание Госбанка                               |            | 1897               | 1899          | Баку, Меркурьевская ул., 27                   |            |
| Перестройка жилого дома                       |            | 1898               | 1899          | Баку, крепость (ул. Сабира, 7)                |            |
| Деревянная пристань                           |            | 1899               | 1900          | Баку                                          |            |
| Павильон                                      |            | 1899               |               | Баку, Губернаторский сад                      |            |
| Бульвар                                       |            | 1902               | 1903          | Баку, набережная                              |            |
| Классическая гимназия (эскиз)                 |            | 1903               |               | Баку                                          |            |
| Амбулатория при Михайловской больнице (эскиз) |            | 1903               |               | Баку                                          |            |
| Детская больница                              |            | 1903               |               | Баку                                          |            |
| Мужская гимназия                              |            | 1904               |               | Баку                                          |            |
| Мусульманская больница                        |            | 1904               |               | Баку                                          |            |
| Здание Сейма Польши                           |            |                    | 1925          | Варшава                                       |            |
| Усадьба маршала Пилсудского                   |            |                    | 1927          | Сулеювек                                      |            |

## Научные труды
- Зодчество западных славян и влияние на него романской архитектуры. — СПб.: Типография Санкт-Петербургского Градоначальства, 1906.
- Баку // Зодчий : журнал. — СПб., 1908. — № 34. — С. 314.

## Внешние ссылки
- Бывшая контора Ротшильдов в Баку, по проекту Скуревича, на фильме с дрона.